# Panorama du grand Canal pris d'un bateau
Panorama du grand Canal pris d'un bateau je francouzský němý film z roku 1896. Režisérem je Alexandre Promio (1868–1928). Natáčení probíhalo v Benátkách na gondole 25. října 1896. Film měl premiéru 13. prosince 1897 v Lyonu. Jedná se o první film, který byl natočen za pohybu. Snímek vznikl pravděpodobně krátce před natočením snímku Panorama de la place Saint-Marc pris d'un bateau.

## Děj
Film zachycuje cestu na gondole po benátské dopravní tepně Canal Grande.